# Elachista infamiliaris
Elachista infamiliaris is een vlinder uit de familie van de grasmineermotten (Elachistidae). De wetenschappelijke naam van de soort is voor het eerst geldig gepubliceerd in 1957 door Gozmany.